# انتون کراوچنکو
انتون کراوچنکو (اوکراینی: Антон Сергійович Кравченко؛ زادهٔ ۲۳ مارس ۱۹۹۱) بازیکن فوتبال اهل اوکراین است.
از باشگاه‌هایی که در آن بازی کرده‌است می‌توان به باشگاه فوتبال دنیپرو و باشگاه فوتبال استال کامیانسکه اشاره کرد.
وی همچنین در تیم‌های ملی فوتبال Ukraine national under-17 football team و Ukraine national under-19 football team بازی کرده‌است.